# 캘리포니아콘도르
캘리포니아 콘도르(영어: California condor, Gymnogyps californianus)는 콘도르과에 속하는 콘도르 중 하나이며, 북아메리카에 서식하는 종이다. 현재는 그랜드 캐니언과 캘리포니아 서안, 북부바하반도에만 분포한다. 현존하는 캘리포니아콘도르속의 종에서 유일하게 남아있다.
이들은 크고 검은 콘도르이며, 날개의 밑부분에는 흰 반점들이 산재되어 있으며, 대머리 색깔은 개체의 기분에 따라 빨간색에서 노란색으로 바뀐다. 북아메리카의 조류 중에서는 수명이 가장 길며, 가장 무겁기도 하다. 주로 시체를 먹는다. 최대수명은 50년이다.
19세기부터 이들의 개체수는 밀렵, 납중독, 서식처파괴로 인해 급격히 감소하였다. 이에 따라 미국정부는 종의 보호를 위해 야생종을 1987년까지 모두 잡아들였다. 22마리가 포획되었으며, 샌디에고 동물원과 로스엔젤레스 동물원에서 인위번식이 이루어졌다. 숫자가 증가하자 1991년부터 야생으로 되돌려지기 시작했다. 이 계획은 미국에서 이루어진 가장 비용이 많이든 동식물보전계획이다. 캘리포니아콘도르는 현존하는 조류 중 가장 희귀한 종이다. 2008년 5월에 생존해 있는 개체수는 332마리로 집계되었으며, 152마리는 야생에 있었다.
콘도르는 캘리포니아원주민에게 중요한 새였으며, 그들의 신화에서도 중요한 역할을 맡고 있다.